# Krupina
Krupina (deutsch Karpfen, ungarisch Korpona, lateinisch Carpona) ist eine Stadt in der südlichen Mittelslowakei.

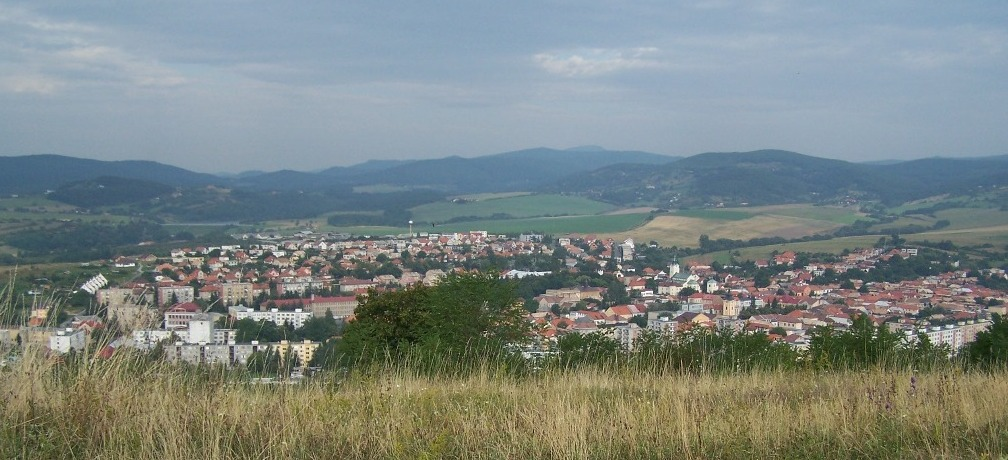
Krupina von den umliegenden Bergen aus gesehen

## Lage
Die Stadt liegt am Ostrand der Schemnitzer Berge (Štiavnické vrchy) und am Südosten der Karpfener Hochebene (Krupinská planina), zirka 27 Kilometer südlich von Zvolen und zirka 200 Kilometer nördlich von Budapest.

## Geschichte
Auf dem Gebiet des Ortes gab es spätestens während der Bronzezeit einen Siedlungsplatz. Im Mittelalter waren die Slawen die ersten Einwohner. Davon zeigt auch der slawisch-slowakische Ortsname Krupina. In der lateinischen Urkunde vom Jahre 1135 schreibt man als Fluss/fluvium Corpona, im Jahre 1238 als die Siedlung Corpona, im Jahre 1244 als Dorf/villa Curpona uwa. Anfang des 13. Jahrhunderts (1238) wurden als Bewohner des Orts deutsche Bergleute (Saxones de Carpona) erwähnt, im gleichen Jahr erhielt Karpfen auch das Stadtrecht. Zusammen mit Trnava, das etwa im gleichen Jahr die Stadtrechte erhielt, handelte es sich damit um eine der ältesten (und somit seinerzeit bedeutendsten) Städte der Slowakei und des gesamten Königreichs Ungarn.
Nach dem Mongoleneinfall von 1241/42 wurde der Ort wieder besiedelt, es kam zur Errichtung einer Zentralanlage mit rechteckigem Marktplatz. Bereits 1244 wurde die Stadt königliche Stadt. Das „Karpfener Recht“ auf Grundlage des Magdeburger Rechts wurde so in der Folgezeit die Basis für viele Städte in der Mittel- und Nordslowakei (etwa 30).
Die erhofften ertragreichen Rohstoffvorkommen konnten aber nicht gefunden werden; so ging der Silber- und Goldbergbau schon im 14. Jahrhundert zu Ende. In der Folgezeit wandten sich die Bewohner dem Handwerk und der Landwirtschaft zu. Zudem wurde der Ort 20 Jahre durch die Scharen von Johann Giskra (Ján Jiskra) schwer in Mitleidenschaft gezogen, ebenso in der Zeit der Türkenkriege. Die ursprünglich deutsch geprägte Stadt wurde durch die vor den Türken zurückweichenden Ungarn und Slowaken immer mehr zu einer ungarisch-slowakisch geprägten. In der Folgezeit waren es große Feuer (1708) und die Pest (1710), die der Stadt Rückschläge bei der Entwicklung zufügten.
Im 18. Jahrhundert entstanden die erste Schulen, 1918 kam der Ort zur Slowakei, wurde jedoch 1919 durch die ungarische Armee erneut besetzt und erst Ende des Sommers wieder durch tschechoslowakische Truppen übernommen. Während des Zweiten Weltkriegs arbeiteten in der Nähe der Stadt die Stäbe der sowjetisch und französisch geführten Partisanenverbände. Am 3. März 1945 wurde Krupina durch die rumänische und die sowjetische Rote Armee befreit. 1960–2002 war die Stadt Sitz eines Okres.

## Bevölkerung
| Jahr:                | 1994. | 2004.   | 2014.   | 2024.   |
| -------------------- | ----- | ------- | ------- | ------- |
| Anzahl der Personen: | 8060  | 7857    | 8010    | 7524    |
| Unterschied:         |       | -2,51 % | +1,94 % | -6,06 % |

| Jahr:                | 2023. | 2024.   |
| -------------------- | ----- | ------- |
| Anzahl der Personen: | 7510  | 7524    |
| Unterschied:         |       | +0,18 % |

## Sehenswürdigkeiten
- Stadtbefestigungen, 1551–64 angelegt, meist durch Häuser verbaut
- Häuser am Marktplatz im Renaissancestil
- Rathaus von 1901.
- Dreifaltigkeitssäule am Marktplatz von 1752.
- evangelische Kirche, 1784–88 klassizistisch als Toleranzkirche erbaut
- katholische Kirche, zu Beginn des 13. Jahrhunderts als dreischiffige romanische Basilika errichtet, 1705 barock umgestaltet

## Söhne und Töchter
- Matthias Hebler († 1571), 2. evangelischer Bischof (Superintendent) in Siebenbürgen[4]
- Andrej Sládkovič (1820–1872), lutherischer Pastor und Schriftsteller
- Elena Maróthy-Šoltésová (1855–1939), Schriftstellerin
- Viliam Polónyi (1928–2012), Schauspieler
- Vladimír Miko (1943–2017), tschechoslowakischer Tischtennisspieler
- Petra Bachratá (* 1975), Komponistin und Ärztin
- Zoltán Bátovský (1979–2001), Eishockeyspieler
- Patrik Polc (* 1985), Eishockeytorwart
- Róbert Polievka (* 1996), Fußballspieler
- Anna Kohútová (* 2003), Volleyballspielerin